# گابریل بووه
گابریل بووه (انگلیسی: Gabriele Bove؛ زادهٔ ۱۶ آوریل ۱۹۹۸) بازیکن فوتبال است.